# Angry Grandpa
 (octobre 2018).
Charles Marvin Green Jr., né le 16 octobre 1950 et mort le 10 décembre 2017, connu sous le pseudonyme d'Angry Grandpa ou tout simplement AGP, est un vidéaste web américain célèbre sur la plateforme YouTube. Sa chaîne principale, « TheAngryGrandpaShow », comptabilise plus de quatre millions d'abonnés et plus de 627 millions de vues. Sa seconde chaîne, « GrandpaCorner », était sa chaîne personnelle sur laquelle il publiait des histoires sur sa vie personnelle avec un segment hebdomadaire intitulé « Mailbag Monday », dont le but était d'ouvrir les colis et de lire les lettres envoyés par les abonnés. Son groupe de fans est connu sous le nom de « Grandpa's Army », et il les appelait affectueusement les « youngins ». Angry Grandpa est mort le 10 décembre 2017 d'une cirrhose, à l'âge de 67 ans,.

## Vie personnelle
Charles a été élevé dans le quartier de la forêt de Sherwood à Charleston, Caroline du Sud. Il était le fils de Charles Marvin Green Sr. (né le 25 janvier 1925 et mort le 6 juillet 1987), un sergent durant la Seconde Guerre mondiale, et de Dorothy Mae Green (née Meyer le 18 mars 1926 et morte le 25 décembre 1999). Sa grande sœur, Charlène, est décédée à l'âge de 65 ans en 2012 d'une Bronchopneumopathie chronique obstructive. Il était dit d'être anglais, irlandais, écossais, de samoan Mapua Letui et d'ascendance galloise éloignée.
Charles était un ancien pompier pour The North Charleston Fire Department, et a occupé divers emplois dans le passé, notamment en tant que propriétaire de petites entreprises et en tant que préposé à l'entretien d'appartements. Charles a un Trouble bipolaire pour lequel il a pris des médicaments. Il a crédité sa chaîne YouTube en faisant des vidéos en influençant fortement son style de vie, en le retournant et l'encourageant d'être un « 800-pound alcoholic and distant father » (362 kg alcoolique et père distant), être plus conscient de sa santé et le garder occupé.
Charles Green a eu quatre enfants : Michael, Kimberly, Jennifer et Charlie. Il était marié avec Tina, que l'on voyait souvent dans les anciennes vidéos.

## Vidéos
Les premières vidéos de The Angry Grandpa ont été mises en ligne vers 2007 sur le site Break.com et sur Youtube. Michael Green, son fils, filmait à l'aide d'un caméscope des blagues qu'il faisait à son père, où il avait tendance à s'énerver facilement. Les vidéos ont repris sur Youtube en juin 2010 après un bannissement. À partir de 2012, les vidéos sont davantage travaillées avec des « pranks » (blagues) mieux élaborés, comme la vidéo où Michael fait croire à son père qu'il aime se travestir, ce dernier l'a laissé dans une station essence le soir en étant encore habillé en femme.
Michael Green (surnommé Pickleboy) possède également sa propre chaîne Youtube (Kidbehindacamera) où il y poste quotidiennement des vlogs sur lui et sa copine (Bridgette West surnommée Princess ou Picklegirl) ou avec son père avant qu'il ne décède. Dans cette chaîne il y postait également la suite des blagues faites à son père (les « aftermatchs »).
La vidéo de la chaîne The Angry Grandpa Show ayant été la plus regardée est celle où Charles Green casse la Playstation 4 et la table en verre de son fils à la période de Noël (il a écopé d'un mois et demi de prison à la suite du drame). Michael filmait également son père lorsqu'il lui faisait découvrir des jeux à succès comme Flappy Bird, Call of Duty, Grand Theft Auto V , etc. En général les autres vidéos ayant été les plus visionnées sont celles où Charles et Michael Green se retrouvent dans des situations rebondissantes de la vie de tous les jours (tondeuse en panne d'essence, la piscine percutée, cuisine, challenges , etc.).
Charles et Michael Green sont des passionnés de catch, et ont à plusieurs reprises assistés à des shows de la World Wrestling Entertainment, dont le Royal Rumble de 2015, où on pouvait même les apercevoir dans le public dans les premières rangées juste en face du ring. Angry Grandpa avait des relations amicales avec Paul Heyman. D'ailleurs ce dernier ainsi que le catcheur Mick Foley lui ont rendu un hommage après sa mort.

## Trailer park house
Trois maisons sont apparues dans la totalité des vidéos de Angry Grandpa. Il s'agit de maisons mobiles nommées trailer park house en Américain. Ce sont des maisons mobiles formant un parc résidentiel, que l'on peut régulièrement trouver aux Etats-Unis.
La première maison que l'on pouvait voir dans les vidéos était située dans l'ancien parc résidentiel de Trailwood à Summerville, qui aujourd'hui n'existe plus depuis que la compagnie Boeing a racheté tous les terrains pour en faire un parking en juillet 2012. Charles Green s'y était installé avec sa famille en 1998.
Après l'achat de Boeing de Trailwood, Angry Grandpa a déménagé dans une nouvelle maison mobile dans le creeckside de Summerville. Il y a habité jusqu'en juillet 2015 lorsque Michael a offert à son père une nouvelle maison, plus grande, toujours située dans la même ville. L'ancienne réapparaîtra en 2018 dans le vidéoclip que Michael a tourné en hommage à son père. 
La nouvelle maison était équipée d'un billard ainsi que d'une piscine. La piscine fût détruite en septembre 2015 lorsque Angry Grandpa l'a percutée en marche arrière avec sa voiture. Une nouvelle avec une plateforme en bois a été installée quelque temps après.